# Marcel Luipart
Marcel Luipart, eigentlich Marcel Fenchel (* 8. September 1912 in Mülhausen im Elsass, Deutsches Kaiserreich; † 23. Oktober 1989 in Wien) war ein deutscher Tänzer, Choreograph und Tanzpädagoge.

## Leben
Der Elsässer Luipart erhielt seine Ausbildung in Berlin bei den Exilrussen Eugenia Eduardowa, Nikolai Legat und Victor Gsovsky, allesamt Vertreter der sogenannten Petersburger Schule. 1933 debütierte er in Düsseldorf. 1934 gewann er beim Wiener Tanzwettbewerb den ersten Preis. 1936 ging er zu Léonide Massine an das Ballet Russe de Monte Carlo. Während des Krieges versuchte er sich dem deutschen Wehrdienst durch ein Engagement nach Italien zu entziehen. Er wurde jedoch ausgeliefert und musste  an die Front. Dank des Einsatzes von Friderica Derra de Moroda, der Leiterin des Reichsballetts KdF, wurde er als Solist freigestellt.
Nach Kriegsende wurde er Ballettdirektor der Bayerischen Staatsoper. Er choreographierte dort die Erstaufführung des Balletts Abraxas von Werner Egk. Hierbei kam es zu einem Skandal, weil das Eingreifen des bayerischen Staatsministers für Kultus, Alois Hundhammer als Zensur gewertet wurde. Er ließ das Werk nach fünf Aufführungen an der Münchner Staatsoper vom Spielplan nehmen und setzte es auf den Index. Ab 1948 arbeitete Luipart als freier Choreograph. 1951 brillierte er in Göttingen  als Escamillo in Hans von Kusserows Tanzfassung der Oper Carmen. Später konzentrierte er sich auf eine Tätigkeit als Tanzpädagoge.
Ab den fünfziger Jahren kam es zu Kooperationen mit Günter Grass, der Libretti zu drei von Luipart choreographierten Balletten schrieb: 1954 wurde das Ballett Die Gans und die Fünf Köche zu Musik von Horst Geldmacher uraufgeführt, 1957 folgte das Ballett Stoffreste zu Musik von Aribert Reimann. 1970 schließlich wurde das Ballett Die Vogelscheuchen, das zuvor bereits Eingang in Grass’ Roman Hundejahre (1963) gefunden hatte, uraufgeführt – die Musik schrieb wieder Aribert Reimann. Marcel Luipart selbst erscheint in Hundejahre in der Figur des Marcel Fenchel.
In den siebziger Jahren leitete Marcel Luipart die Tanzabteilung der Staatsakademie in Wien. Bis zuletzt war er als Pädagoge und Berater der Wiener Staatsoper tätig. Er erlag 1989 einem Krebsleiden.